# Paradoxostoma fraseri
Paradoxostoma fraseri är en kräftdjursart. Paradoxostoma fraseri ingår i släktet Paradoxostoma och familjen Paradoxostomatidae. Inga underarter finns listade i Catalogue of Life.